# Лаокоонт
Лаоко́онт или Лаокоон (др.-греч. Λᾱοκόων) — персонаж древнегреческой мифологии, жрец бога Аполлона в городе Трое.

## Миф
Сын Акета (так у Гигина), брат Анхиса, жрец Аполлона. Взял жену против воли Аполлона и произвёл на свет детей; по Евфориону, Аполлон гневался на него, ибо тот сочетался с женой перед его статуей. По другой версии, сын Антенора. Его два сына были близнецами.
По версии, принятой у Вергилия, жрец Посейдона; либо жрец Аполлона Фимбрея, но был выбран принести жертву Посейдону (Евфорион).
Прорицатель, во время Троянской войны, убеждал защитников Трои не вводить троянского коня в город. Аполлон, помогавший троянцам (ахейцам помогала Афина), в то время, когда Лаокоон с сыновьями приносил жертву морскому богу Посейдону, послал двух огромных змей, которые приплыли по морю и задушили сыновей Лаокоонта Антифанта и Фимбрея, а затем и самого Лаокоонта. Противоречие, возникающее в этой версии мифа (Аполлон, спасая Трою, должен был поддержать Лаокоона), исправлено в другом рассказе, будто всё произошло из-за гнева Афины, и змеи укрылись под щитом у ног статуи Афины (либо змеи приплыли с островов Калидны и превратились в людей). Троянцы решили, что это произошло, так как Лаокоонт метнул копье в троянского коня. По Арктину, змеи убили Лаокоонта и одного из его сыновей. По одному из вариантов мифа, змеями были задушены только его дети. Сам он оставался в живых, чтобы вечно оплакивать свою судьбу.
Действующее лицо трагедии Софокла «Лаокоонт» (фр. 370—377 Радт). У Софокла он брат Анхиса.
Знаменитая скульптура «Лаокоон и его сыновья» работы родосских ваятелей Агесандра, Полидора и Афинодора была найдена в Риме в 1506 году. Сейчас она находится в Ватикане, в музее Пия-Климента. Скульптура послужила сюжетом для трактата Лессинга «Лаокоон, или О границах живописи и поэзии». История Лаокоонта также нашла отражение в живописи.